# Walter Ziegler
Walter Ziegler (n. 10 mai 1938, Cincu, România – d. 1 decembrie 2021, Germania) a fost un ciclist de performanță născut în România, maestru al sportului. În perioada 1960 - 1968 a fost unul dintre cicliștii fruntași ai României, cu succese pe plan național și internațional.

## Performanțe
În anul 1960 a câștigat cursa internațională Turul României. Timp de opt ani a fost membru al echipei naționale de ciclism, câștigă titluri de campion sau diverse curse cum ar fi: Titlul de Campion Național în 1960, 1965, 1966 și o etapă a Cursei Scânteii (1963, locul 3, clasament general).
Pe plan internațional, a participat de 9 ori la cea mai mare cursă de amatori, Cursa Păcii.
Și-a încheiat activitatea de performanță în 1968, câștigând din nou Turul României.
În 1971 a emigrat în Germania, unde a absolvit Facultatea de Educație Fizică din Köln. Timp de 28 de ani a fost profesor de educație fizică la un gimnaziu din Köln, unde a trăit și ca pensionar. A murit în anul 2021.